# Oppervlaktekracht
Een oppervlaktekracht is een kracht die enkel op (een deel van) het buitenoppervlak van het voorwerp inwerkt. Voorbeelden zijn gewone mechanische bewerkingen (duwen, trekken); weerstandskrachten, ...
Op een fluïdum (gas of vloeistof) kan een kracht alleen werken of geschraagd worden door een oppervlak. Dit laatste is het geval bij een oppervlaktekracht. Deze uitwendige kracht staat steeds loodrecht op het oppervlak. Oppervlaktekrachten uitgeoefend op fluïda worden beschreven met behulp van het begrip druk. De druk is de grootte van de normale kracht per eenheid oppervlakte. Het is een scalaire grootheid.